# Цыркун, Нина Александровна
Нина Александровна Цыркун (род. 2 июля 1947, Владимир, СССР) — советский и российский кинокритик, киновед, переводчик. Кандидат философских наук, доктор искусствоведения.

## Биография
Родилась 2 июля 1947 года во Владимире.
В 1969 году окончила факультет иностранных языков Владимирского государственного педагогического института имени П.И. Лебедева-Полянского. В 1972-1975 гг. аспирантка сектора критики современной буржуазной философии Института философии АН СССР, куда  попала благодаря Людмиле Анатольевне Шершенко, своему будущему научному руководителю.
В 1975 году защитила диссертацию на соискание учёной степени кандидата философских наук по теме «Критика методологических основ философии лингвистического анализа» (специальность 09.00.03 — история философии). В 1981 году в развитие темы опубликовала в журнале «Вопросы философии» статью, посвящённую Людвигу Витгенштейну.
С 1979 года является старшим научным сотрудником НИИ теории, истории кино (НИИ киноискусства). Как редактор и составитель подготовила выпущенные институтом сборники научных статей «Кинематограф Западной Европы и проблемы национальной самобытности» (1985) и «Кино и молодёжная культура на Западе» (1990). Возглавляет отдел изучения современного экранного искусства.
С конца 1980-х активно публикуется в специализированных киножурналах «Искусство кино», «Киноведческие записки», «Сеанс». В «Искусстве кино» работает с 1995 года как редактор отдела зарубежного кино. Также входит в редколлегию журнала «Киноведческие записки». Печаталась и в изданиях общего профиля — в журнале «Итоги», газетах «Коммерсантъ», «Литературная газета», «Независимая газета», «Сегодня» и др. Сотрудничала с телевизионными отделами кинопрограмм каналов ОРТ и НТВ. В 2005 году её статьи в журнале «Искусство кино» и др. изданиях были отмечены премией «Слон» Гильдии киноведов и кинокритиков в номинации «Кинокритика: Статьи в периодике».
В 2014 году во Всероссийском государственном институте кинематографии имени С. А. Герасимова защитила диссертацию на соискание учёной степени доктора искусствоведения по теме «Социально-исторические и эстетические аспекты трансформации кинокомикса в системе американской культуры» (специальность 17.00.03 — кино-, теле- и другие экранные искусства). Научный консультант — доктор искусствоведения, профессор О. К. Рейзен. Официальные оппоненты — доктор искусствоведения, профессор А. А. Артюх, доктор искусствоведения, профессор Н. А. Барабаш и доктор искусствоведения, доцент О. Г. Яцюк. Ведущая организация — Российский институт истории искусств.
Как переводчик работает в основном с литературой, посвящённой кино. Перевела, в частности, книгу Франсуа Трюффо «Хичкок/Трюффо», сборник «Уэллс об Уэллсе», биографии актёров Дирка Богарда, Джеймса Дина, Мэрилин Монро, работы кинематографистов Дэвида Мэмета, Пьера Паоло Пазолини, Пола Шредера, статьи мыслителей Жана Бодрийара, Сьюзен Зонтаг, Умберто Эко и др. Переводила также художественную прозу, в частности, романы П. Г. Вудхауза «Старая, верная…» (1999), «Большие деньги» (2001) и роман Чарльза Буковски «Голливуд», который впервые был напечатан в журнале «Искусство кино» (1994—1995).
Написала монографию «Разрушение разума: Критика современного буржуазного искусства» (1986), в которой выступила против «эстетических воззрений иррационализма», отстаивая «веру в разум истории». Автор книг, посвящённых жизни и творчеству Элизабет Тейлор, Армена Джигарханяна, Фаины Раневской. За монографию «Американский кинокомикс. Эволюция жанра» (2014) отмечена дипломом Гильдии киноведов и кинокритиков в номинации «Теория кино».

## Общественная позиция
В 2014 году подписала письмо украинским кинематографистам «Мы с вами!».

## Отзывы
В энциклопедии «Новейшая история отечественного кино» (2001) Нина Цыркун охарактеризована как «один из самых компетентных и авторитетных исследователей мирового кино в России».

## Научные труды
- Цыркун Н. А. Разрушение разума: Критика современного буржуазного искусства. — М.: Искусство, 1986. — 172 с.
- Цыркун Н. А. Элизабет Тейлор в кино и в жизни. — М.: Панорама, 1997. — 288 с. — (Мир кино). — 10 500 экз. — ISBN 5-85220-520-6.
- Цыркун Н. А. Армен Джигарханян. — М.: Панорама, 2000. — 176 с. — (Мир кино). — 5000 экз. — ISBN 5-85220-218-5.
- Цыркун Н. А. Армен Джигарханян: Жизнь и творчество. — М.: Эксмо, 2002. — 384 с. — 4100 экз. — ISBN 5-04-009428-0.
- Цыркун Н. А. Раневская. — М.: Эксмо, 2011. — 480 с. — (Биографии знаменитых людей). — 4000 экз. — ISBN 978-5-699-40199-4.
- Цыркун Н. А. Американский кинокомикс. Эволюция жанра. — М.: ВГИК, 2014. — 248 с. — 500 экз. — ISBN 978-5-87149-163-8.
- Цыркун Н. А. Раненый зверь Пазолини и его фильмы. – М.: ООО «Кармен Фильм», 2010. – 168 с. ISBN 978-5-903992-01-0